# Bîrlădeni
Bîrlădeni è un comune della Moldavia situato nel distretto di Ocnița di 2.591 abitanti al censimento del 2004

## Località
Il comune è formato dall'insieme delle seguenti località (popolazione 2004):
- Bîrlădeni (735 abitanti)
- Paladea (549 abitanti)
- Rujnița (1.307 abitanti)